# Wspólnota administracyjna Wasungen-Amt Sand
Wspólnota administracyjna Wasungen-Amt Sand (niem. Verwaltungsgemeinschaft Wasungen-Amt Sand) – wspólnota administracyjna w Niemczech, w kraju związkowym Turyngia, w powiecie Schmalkalden-Meiningen. Siedziba wspólnoty znajduje się w mieście Wasungen.
1 stycznia 2012 do wspólnoty dołączyła gmina Schwallungen.
Wspólnota administracyjna zrzesza cztery gminy, w tym jedną gminę miejską (Stadt) oraz trzy gminy wiejskie (Gemeinde): 
1. Friedelshausen
2. Mehmels
3. Schwallungen
4. Wasungen, miasto

1 stycznia 2019 gminy Wallbach i Walldorf przyłączono do miasta Meiningen. Gminy Hümpfershausen, Metzels, Oepfershausen, Unterkatz oraz Wahns przyłączono do miasta Wasungen.